# Pycnarmon quintula
Pycnarmon quintula là một loài bướm đêm trong họ Crambidae.